# 犬と歩けば チロリとタムラ
『犬と歩けば チロリとタムラ』（いぬとあるけば チロリとタムラ）は、2004年に公開された日本の映画作品。主演はココリコの田中直樹。
キャッチコピーはキミの想いボクがかなえてあげる。。

## あらすじ
同棲していた恋人・美和が母親の看病のために帰郷することになり、住む場所を失ったフリーターの靖幸は、捨て犬を放っておけず懐かれてしまう。犬を「タムラ」と名付け飼うことにするが、当てにしていた妹にも見捨てられてしまう。
ある夜、居酒屋でアニマルセラピーの番組を見た靖幸は、捨て身の覚悟で門戸を叩く。アニマルセラピーの先生は、タムラをセラピードッグとして訓練し、その間靖幸も訓練所で寝食を共にしながらトレーナーとして手伝いをするという好条件を出してくれた。
訓練するうちにタムラと息が合い始め、実地訓練もかねて療養施設を回るようになった靖幸は、忘れていた笑顔を取り戻していく人々を見て、美和の母親にもタムラを会わせたいと思うようになる。

## キャスト
岡村靖幸：田中直樹〔ココリコ〕
フリーター。美和に振られ、住む場所を失ったにも拘らず、捨てられていた犬をほっておけなかった。後ろ姿が小学校時代の同級生・田村に似ていたため「タムラ」と名付ける。テレビでたまたま見たアニマルセラピーに興味を持ち、大木の元へ。
古川美和：りょう
母親が末期がんと宣告され、仕事を辞め実家へ戻る。引きこもりの妹の面倒も見なければならず、心が休まらない。
チロリ：チロリ
ベテランのセラピードッグ。
タムラ：ピース
捨て犬だったところを靖幸に拾われ、一度は保健所へ連れて行かれるが、靖幸に引き取られ、セラピードッグとして訓練を受けるようになる。
セラピードッグの先生：大木トオル
特別出演。セラピードッグの訓練所の所長。現実世界でも普及に努めている。
古川美紀：藤田陽子
美和の妹。引きこもり状態。
田島涼子：吉村由美〔PUFFY〕
靖幸の妹。だらしない兄に呆れている。
田島剛：片桐仁〔ラーメンズ〕
涼子の夫。妹に冷たくされる義兄を不憫に思い何かと気にかけてくれる。
若林華子：唯野未歩子
セラピードッグのトレーナー。
伊藤清太郎：青木富夫
療養施設に入所している男性。タムラを「タムラさん」と呼び親しむ。青木は本作が遺作となる。
田村太郎：スネオヘアー
靖幸の小学校時代の同級生。
- 古川美子（天光眞弓） - 美和の母。末期がんと宣告される。
- 古川知子（芹川藍） - 美和のおば。
- 古川富（桜むつ子） - 美和の祖母。
- 嶋田久作 - 不審者の通報を受け靖幸に事情を聞く警官。
- 矢沢心 - 物語の冒頭で犬（後のタムラ）を捨てる女性。
- 渡辺哲 - 居酒屋のマスター。
- 洞口依子 / 寺島進 / はなわ - 居酒屋の客たち。

## スタッフ
- 監督 - 篠崎誠
- 原作・脚本 - 七里圭
- 撮影監督 - 萩原憲治
- 撮影 - 米田実
- 美術 - 山崎輝
- 照明 - 松井博
- 録音 - 岩丸恒
- 編集 - 樋口泰人
- プロデューサー - 岡田裕
- 音楽プロデューサー - 大木トオル
- 音楽 - 長嶌寛幸
- 主題歌 - 『Sweet Little Daring』（avex io）
- セラピードッグ監修 - 国際セラピードッグ協会
- 協力 - スキップシティ
- 製作 - ハチャマ / 映像2000 / アルゴ・ピクチャーズ